# Assanes
Pour les articles homonymes, voir Assane (homonymie).
Les Assanes sont un groupe ethnique de Russie, peuple ienisseïen, partie des peuples également nommés Ostiaks.